# Jacob Dehn Andersen
Jacob Dehn Andersen (født 4. august 1995 i Danmark) er en dansk tidligere fodboldspiller, der bl.a. spillede for Skive IK. Han er nuværende assistenttræner i AC Horsens.

## Klubkarriere

### Randers FC
Andersen kom til Randers FC som ynglingespiller fra IK Skovbakken.
Allerede som blot 16-årig fik han sin debut, da han var med i start 11'eren for Randers, i en kamp imod Viborg FF den 27. april. Han havde forinden da tidligere været til prøvetræning i Celtic F.C..
Senere i juni 2012, stadig som 16-årig, fik han sin professionelle kontrakt og blev dermed rykket op i Superliga-truppen. Han blev dermed også den yngste spiller nogensinde i Randers, som blev rykket op i Superliga-truppen.

### Vejle Boldklub
I sommeren 2015, skiftede Jacob Dehn til Vejle Boldklub i 1. division. Han spillede 27 kampe i ligaen i den efterfølgende sæson.

### Viborg FF
Den 18. juli 2016 blev han hentet til Viborg FF på en fri transfer.